# Estreito de Banca

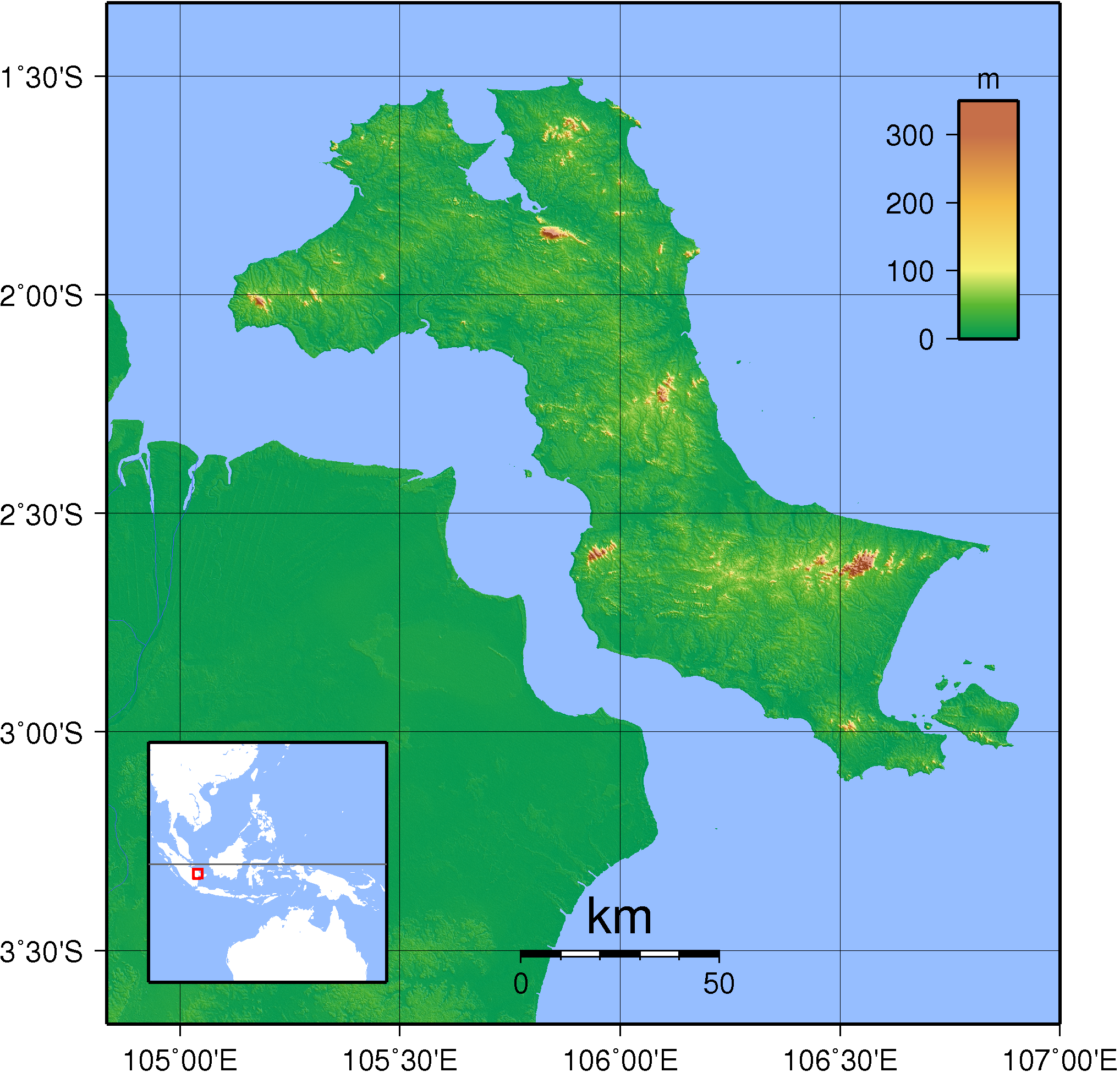
A ilha no centro é Banca, à esquerda está Sumatra

O estreito de Banca (em indonésio: Bangka)  é um estreito que separa a ilhas de Sumatra e Banca, no mar de Java, Indonésia. Nas suas águas foram afundados vários navios durante a Segunda Guerra Mundial.
O estreito tem cerca de 180 km de comprimento e largura entre 11 e 27 km. Este braço de mar serve de fronteira entre as províncias indonésias de Sumatra Meridional e Banca-Bilitom. O estreito, tal como o estreito de Gaspar e o estreito de Carimata, faz a ligação entre o mar de Java e o mar do Sul da China.
A principal cidade junto do estreito de Banca é Muntuque, na ponta sudoeste da ilha de Banca. O maior rio de Sumatra, o rio Musi, desagua neste estreito.